# Stanislas Aeby
Pour les articles homonymes, voir Aeby.
Stanislas Aeby, né le 31 mars 1848 au Windig, commune de Fribourg et mort dans la même ville le 29 mars 1914 , est une personnalité politique du canton de Fribourg, en Suisse, membre du parti conservateur.
Il est conseiller d'État de 1881 à sa mort, à la tête de la Direction de la guerre.

## Source
- Georges Andrey, John Clerc, Jean-Pierre Dorand et Nicolas Gex, Le Conseil d’État fribourgeois : 1848-2011 : son histoire, son organisation, ses membres, Fribourg, Éditions La Sarine, 2012, 143 p. (ISBN 978-2-88355-153-4, lire en ligne), p. 59